# Фелікс Фодепп
Фелікс Фодепп (нім. Felix Vodepp; 20 жовтня 1886, Сараєво — 18 квітня 1967, Лінц) — австро-угорський, австрійський і німецький офіцер, генерал-майор люфтваффе. Кавалер Німецького хреста в сріблі.

## Біографія
20 вересня 1910 року вступив в кадетське училище Гайнбурга, 1 серпня 1914 року — в австро-угорську армію. Учасник Першої світової війни, після завершення якої продовжив службу в австрійській армії. З 6 вересня 1937 року — інструктор вищих офіцерських курсів Терезіанської академії. Після аншлюсу 15 березня 1938 року автоматично перейшов в люфтваффе. З 1 жовтня 1938 року — інструктор з військової географії і геополітики Військово-повітряної академії Берліна. 21 вересня 1939 року переведений в штаб президента комісії ВПС, потім генерала зенітної артилерії при головнокомандувачі люфтваффе. З 6 жовтня 1939 року — начальник штабу 13-ї, з 29 грудня 1939 року — 6-ї авіаційної області, з 18 червня 1941 року — командувача військами на Сході. З 13 серпня 1944 року — офіцер для особливих доручень при Імперському міністерстві авіації і головнокомандувачі люфтваффе. З 1944 року — начальник слідчого штабу укріпрайонів 17-ї авіаційної області. 8 травня 1945 року взятий в полон союзниками. В 1947 році звільнений.

## Звання
- Учень (20 вересня 1910)
- Фенріх (1 серпня 1914)
- Лейтенант (26 березня 1915)
- Оберлейтенант (1 листопада 1916)
- Гауптман (1 січня 1920)
- Майор (31 серпня 1931)
- Оберстлейтенант (10 червня 1936)
- Оберст (16 червня 1937)
- Генерал-майор (1 лютого 1943)

## Нагороди
- Почесний знак Австрійського Червоного Хреста, бронзова медаль
- Срібна медаль «За хоробрість» (Австро-Угорщина) 2-го класу
- Бронзова і срібна медаль «За військові заслуги» (Австро-Угорщина) з мечами
- Хрест «За військові заслуги» (Австро-Угорщина) 3-го класу з військовою відзнакою і мечами
- Військовий Хрест Карла
- Залізний хрест 2-го класу
- Пам'ятна військова медаль (Австрія) з мечами
- Орден Заслуг (Австрія), лицарський хрест
- Почесний хрест ветерана війни з мечами
- Медаль «За вислугу років у Вермахті» 4-го, 3-го, 2-го і 1-го класу (25 років)
- Хрест Воєнних заслуг 2-го і 1-го класу з мечами
- Німецький хрест в сріблі (18 грудня 1943)